# Pyridine-3-sulfonzuur
Pyridine-3-sulfonzuur is een heterocyclisch aromatisch sulfonzuur dat voorkomt als een wit kristallijn, corrosief poeder. Het is oplosbaar in water en is een sterk oxiderende stof.

## Synthese
De aromatische sulfonering van pyridine is moeilijker dan deze van aromatische verbindingen uit de benzeenreeks. Ze werd voor het eerst beschreven in 1882 door Otto Fischer, als tussenstap bij de synthese van nicotinezuur uit pyridine. De reactie moest uitgevoerd worden op hoge temperatuur (meer dan 300 °C) en met een overmaat aan geconcentreerd zwavelzuur. Door het gebruik van kwiksulfaat als katalysator en van rokend zwavelzuur (oleum) kon men later de reactietemperatuur verlagen tot ongeveer 250 °C.
Een alternatieve syntheseroute vertrekt van 3-chloorpyridine, dat eerst geoxideerd wordt tot 3-chloorpyridine-N-oxide, daarna gesulfoneerd en ten slotte terug gereduceerd met waterstof tot pyridine-3-sulfonzuur.

## Toepassingen
Pyridine-3-sulfonzuur is een intermediair product in de synthese van sulfonamiden en andere geneesmiddelen, evenals van wateroplosbare reactieve kleurstoffen. Het wordt ook gebruikt in elektroplating omdat het de neerslag van bijvoorbeeld goud bevordert in elektroplatingbaden.